# Cirkulär
Ett cirkulär, en cirkulärskrivelse eller en rundskrivelse är ett papper, skrift eller brev som ska läsas av många, till exempel på en arbetsplats, eller av ansvariga personer på flera olika myndigheter.
Den romersk-katolske påvens rundskrivelser kallas encyklikor. 